# Coolup
Coolup – miasto w Australii, w stanie Australia Zachodnia.